# Штовић
Штовић је насељено мјесто у општини Фоча, Република Српска, БиХ. Према попису становништва из 1991. у насељу је живјело 458 становника.

## Становништво
| Демографија | Демографија | Демографија |
| Година      | Становника  | Становника  |
| ----------- | ----------- | ----------- |
| 1971.       | 670         |             |
| 1981.       | 549         |             |
| 1991.       | 458         |             |
| 2013.       | 202         |             |